# Memórias de Martha
Memórias de Martha é um romance publicado por Júlia Lopes de Almeida em 1899 e publicada em folhetins.
O livro é classificado como um romance memorialista.

### Enredo
O enredo básico do livro é o conto das memórias de Martha, narradas pela própria protagonista, sobre sua trajetória de vida indo para um cortiço durante sua infância até o momento presente em que a história é narrada.
1. ↑  Almeida, Júlia Lopes de (1899). «Memorias de Martha (Narrativa)». Consultado em 13 de setembro de 2024
2. ↑  «Memórias de Martha». www.janelaamarelaeditora.com.br. Consultado em 13 de setembro de 2024
3. ↑  «Memórias de Marta(1012) - UmLivro | Estante Virtual». www.estantevirtual.com.br. Consultado em 13 de setembro de 2024
4. ↑  RETRATOS DE UMA ÉPOCA: MEMÓRIAS DE MARTA, DE JULIA LOPES DE ALMEIDA
5. ↑  «Memórias de Martha». www.janelaamarelaeditora.com.br. Consultado em 13 de setembro de 2024